# Пэтноуд, Берт
Бе́ртранд (Берт) А́ртур Пэ́тноуд (англ. Bertrand "Bert" Arthur Patenaude, произносится [ˈpætnoʊd]; 4 ноября 1909, Фолл-Ривер, штат Массачусетс — 4 ноября 1974, Фолл-Ривер, штат Массачусетс) — американский футболист, центральный нападающий. Игрок сборной США, автор первого хет-трика на чемпионатах мира по футболу. Включён в Зал Американской Футбольной Славы.

## Карьера

### Клубная
Берт Пэтноуд начал свою футбольную карьеру в клубе Американской Футбольной Лиги «Филадельфия Филд Клаб» в 1928 году. В восьми играх, проведённых за «Филадельфию», он забил 6 мячей. Несмотря на высокую результативность в матчах за «Филадельфию», Пэтноуд сыграл одну игру за «Джей-энд-Пи Коутс», а затем перешёл в «Фолл-Ривер Марксмен». Он играл за «Фолл-Ривер» до лета 1930 года, выиграл с ними Американский Кубок, а после перебрался в «Ньюарк Американз». В начале сезона 1930—1931 он забил 7 голов в пяти играх, но к концу сезона всё же вернулся в «Фолл Ривер Марксмен». В 1931 году «Фолл-Ривер» вместе с «Нью-Йорк Соккер Клаб» сформировали новую команду «Нью-Йорк Янкис». В одном из матчей на Кубок (где новая команда Берта всё ещё числилась под старым названием «Фолл-Ривер») против чикагского клуба «Бриклейерз энд Мейсонз», выигранном «Янкис» со счётом 6:2, Пэтноуд забил 5 мячей. Он играл за «Нью-Йорк Янкис» до весны 1931 года, а осенью перешёл в «Нью-Йорк Джайантс».
В 1933 году Пэтноуд подписал контракт с «Филадельфия Джерман Американз» из Второй Американской Футбольной Лиги. Через год Берт оказался в клубе «Сент-Луис Сентрал Бруэриз», с которым выиграл Открытый кубок США, а ещё через год команда сменила название на «Сент-Луис Шемрокс». В 1936 году Пэтноуд играл за «Филадельфия Пассон».

### В сборной
В 1930 году Пэтноуд вошёл в состав команды, отправившейся на первый чемпионат мира в Уругвай. В первом же матче против сборной Бельгии Берту удалось отличиться, а в следующей встрече с Парагваем, которую США выиграли как и первую игру 3:0, он сделал хет-трик. Первоначально второй гол не был записан на Пэтноуда. Считалось, что автором гола стал партнёр Пэтноуда по команде Том Флори, некоторые источники записывали этот мяч как автогол парагвайского защитника Аурелио Гонсалеса. В ноябре 2006 ФИФА официально признала этот гол как забитый Бертом Пэтноудом, что означало, что он стал автором первого хет-трика в истории чемпионатов мира. На тот момент Пэтноуду было всего 20 лет.
Проиграв в полуфинале турнира аргентинцам, сборная США закончила своё выступление на чемпионате. После турнира американцы отправились в тур по Южной Америке, который завершился поражением от сборной Бразилии со счётом 3:4. В этом матче Пэтноуд забил свой шестой и последний гол за сборную.
| Матчи и голы Берта Пэтноуда за сборную США | Матчи и голы Берта Пэтноуда за сборную США | Матчи и голы Берта Пэтноуда за сборную США | Матчи и голы Берта Пэтноуда за сборную США | Матчи и голы Берта Пэтноуда за сборную США | Матчи и голы Берта Пэтноуда за сборную США | Матчи и голы Берта Пэтноуда за сборную США |
| ------------------------------------------ | ------------------------------------------ | ------------------------------------------ | ------------------------------------------ | ------------------------------------------ | ------------------------------------------ | ------------------------------------------ |
| №                                          | Дата                                       | Место проведения                           | Соперник                                   | Счёт                                       | Голы                                       | Турнир                                     |
| 1                                          | 13 июля 1930                               | Монтевидео, Уругвай                        | Бельгия                                    | 3:0                                        | 1                                          | Чемпионат мира 1930                        |
| 2                                          | 17 июля 1930                               | Монтевидео, Уругвай                        | Парагвай                                   | 3:0                                        | 3                                          | Чемпионат мира 1930                        |
| 3                                          | 26 июля 1930                               | Монтевидео, Уругвай                        | Аргентина                                  | 1:6                                        | -                                          | Чемпионат мира 1930                        |
| 4                                          | 17 августа 1930                            | Рио-де-Жанейро, Бразилия                   | Бразилия                                   | 3:4                                        | 2                                          | Товарищеский матч                          |

Итого: 4 матча / 6 голов; 2 победы, 0 ничьих, 2 поражения.
На протяжении 80 лет с 1930 года результат Пэтноуда (4 забитых мяча на чемпионате мира) был и остаётся лучшим среди американских игроков, выступавших на одном турнире. По общему числу мячей, забитых на мировых первенствах, Пэтноуда в июне 2010 года смог превзойти Лэндон Донован, забивший свой пятый мяч на чемпионате мира в ЮАР.
Пэтноуд включён в Зал Американской Футбольной Славы в 1971 году. Он умер в Фолл-Ривере в свой 65-й день рождения.